# Tom Dunn

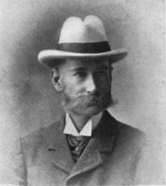
Tom Dunn omstreeks 1889

Thomas Dunn (Blackheath, 1850 - Blagdon, 1902) was een clubprofessional en golfbaanarchitect uit Schotland. Hij werd Tom genoemd. Zowel zijn vader (1821-1878) als zijn broer heetten Willie Dunn. Tom was getrouwd met Isabella Gourlay met wie hij drie kinderen kreeg.

## Jeugd
In zijn tijd werkten veel Schotse golfprofessionals in Engeland. Vader Willie werkte als greenkeeper bij de Blackheath Golf Club bij Londen waar Tom geboren werd en tot 14-jarige leeftijd woonde. Blackheath is de oudste golfbaan van Engeland want hij werd in 1608 aangelegd nadat James I, die als James VI koning van Schotland was, in 1603 als James I koning van Engeland werd. In 1864 verhuisde zijn vader naar Leith, waar hij clubpro werd van de Thistle Golf Club.  In 1867 kocht de golfclub een clubhuis, waar Willie Dunn ging wonen. Thuis had hij een werkplaats, waar hij golfstokken en -ballen maakte. 

## Clubpro
In 1869 begon Tom als clubprofessional in North Berwick. Een jaar later ging hij naar de London Scottish Club in Wimbledon, waar hij elf jaar werkte en zijn oudste zoon John Duncan Dunn werd geboren. In 1871 ging het gezin naar Leith waar Tom bij zijn vader ging werken. Daar werden Seymour Dunn en Norah Eleanor Gourlay Dunn geboren. De kinderen gingen eerst naar een openbare school, maar toen de zonen twaalf jaar waren, werden ze naar Clysdale College, een particuliere school in Hamilton, gestuurd. John wilde in Edinburgh gaan studeren om dokter te worden. Dit ging niet door want toen hij 15 jaar was werd zijn vader ziek. Tom moest om gezondheidsredenen naar een warmer klimaat verhuizen, en John moest de zaken behartigen. In 1887 werd de werkplaats in North Berwick afgebroken en herbouwd.

## Golfbaanarchitect
In 1889 werd Tom clubpro op de Tooting Bec Golf Club bij Londen. De sport werd populair en de vraag naar golfbanen groeide snel. Hij legde in die jaren veel banen aan in de regio. Soms leefde Tom tijdens de wintermaanden in warmere landen. In 1887 ontwierp hij de golfbanen van de Dinard Golf in Bretagne en in 1988 in Biarritz. Zijn bekendste banen zijn:
- Royal Wimbledon Golf Club, 1882 (in 1907 verhuisd en ontworpen door zijn zoon Willie)
- Hayling Golf Club, 1883
- Dinard Golf, 1887 (na Pau de oudste baan in Frankrijk)
- Golf à la Basquaise: Le Phare, 1888 (na Pau en Dinard de oudste baan in Frankrijk)
- Richmond Golf Club, 1891
- Ganton Golf Club, 1893
- Hampstead Golf Club
- Sheringham Golf Club in Norfolk